# Ібраїма Сіссе
Ібраїма Сіссе (фр. Ibrahima Cissé, нар. 28 січня 1994, Льєж) — бельгійський і гвінейський футболіст, півзахисник клубу «Серен» і національної збірної Гвінеї.

## Клубна кар'єра
Народився 28 січня 1994 року в місті Льєж. Вихованець футбольної школи клубу «Стандард» (Льєж). Дорослу футбольну кар'єру розпочав 2012 року в основній команді того ж клубу, в якій провів два сезони, взявши участь у 26 матчах чемпіонату. 
Згодом з 2014 по 2016 рік грав за «Мехелен», після чого ще на сезон повертався до «Стандарда» (Льєж).
У липні 2017 року про підписання контракту з півзахисником оголосив англійський «Фулгем». Утім заграти за лондонську команду він не зумів, взявши участь лише у дев'яти іграх англійської першості за два сезони, після чого був переведений до дублюючого складу, а в лютому 2020 погодився на дочасне завершення угоди з «Фулгемом».
У жовтні 2020 року знайшов варіант відновити ігрову кар'єру, приєднавшись на батьківщині до друголігового клубу «Серен».

## Виступи за збірні
2010 року дебютував у складі юнацької збірної Бельгії (U-17), загалом на юнацькому рівні взяв участь у 19 іграх.
Протягом 2012–2015 років залучався до складу молодіжної збірної Бельгії. На молодіжному рівні зіграв у 10 офіційних матчах.
Маючи гвінейське походження, погодився на рівні національних збірних захищати кольори цієї країни і 2018 року дебютував в офіційних матчах за збірну Гвінеї.
У складі збірної був учасником Кубка африканських націй 2019 року в Єгипті, де взяв участь у всіх її чотирьох матчах на турнірі.

## Статистика виступів

### Статистика клубних виступів
Станом на 1 жовтня 2020
| Сезон                       | Команда                     | Чемпіонат                   | Чемпіонат | Чемпіонат | Національний кубок | Національний кубок | Національний кубок | Континентальні кубки | Континентальні кубки | Континентальні кубки | Інші змагання | Інші змагання | Інші змагання | Усього | Усього |
| Сезон                       | Команда                     | Ліга                        | Ігор      | Голів     | Ліга               | Ігор               | Голів              | Ліга                 | Ігор                 | Голів                | Ліга          | Ігор          | Голів         | Ігор   | Голів  |
| --------------------------- | --------------------------- | --------------------------- | --------- | --------- | ------------------ | ------------------ | ------------------ | -------------------- | -------------------- | -------------------- | ------------- | ------------- | ------------- | ------ | ------ |
| 2012–13                     | «Стандард» (Льєж)           | Л1                          | 13+4      | 1         | КБ                 | 0                  | 0                  | ЛЄ                   | 1                    | 0                    | -             | -             | -             | 18     | 1      |
| 2013–14                     | «Стандард» (Льєж)           | Л1                          | 13+3      | 0         | КБ                 | 0                  | 0                  | ЛЄ                   | 5+3                  | 0                    | -             | -             | -             | 24     | 0      |
| 2014–15                     | «Мехелен»                   | Л1                          | 25+4      | 0         | КБ                 | 3                  | 0                  | ЛЄ                   | 4                    | 1                    | -             | -             | -             | 36     | 1      |
| 2015–16                     | «Мехелен»                   | Л1                          | 14+1      | 0         | КБ                 | 1                  | 0                  |                      | -                    | -                    | -             | -             | -             | 16     | 0      |
| Усього за «Мехелен»         | Усього за «Мехелен»         | Усього за «Мехелен»         | 44        | 0         |                    | 4                  | 0                  |                      | 4                    | 1                    |               | -             | -             | 52     | 1      |
| 2016–17                     | «Стандард» (Льєж)           | Л1                          | 17+5      | 0         | КБ                 | 1                  | 0                  | ЛЄ                   | 3                    | 1                    | СКБ           | 1             | 0             | 27     | 1      |
| Усього за «Стандард» (Льєж) | Усього за «Стандард» (Льєж) | Усього за «Стандард» (Льєж) | 55        | 1         |                    | 1                  | 0                  |                      | 12                   | 1                    |               | 1             | 0             | 69     | 2      |
| 2017–18                     | «Фулгем»                    | ЧФЛ                         | 6         | 0         | КА+КЛ              | 0+2                | 0                  | -                    | -                    | -                    | ТФЛ           | 1             | 0             | 9      | 0      |
| 2018–19                     | «Фулгем»                    | ПЛ                          | 3         | 0         | КА+КЛ              | 1+1                | 0                  | -                    | -                    | -                    | ТФЛ           | 1             | 0             | 6      | 0      |
| 2019–20                     | «Фулгем»                    | ЧФЛ                         | 0         | 0         | КА+КЛ              | 0+0                | 0                  | -                    | -                    | -                    | ТФЛ           | 1             | 0             | 1      | 0      |
| Усього за «Фулгем»          | Усього за «Фулгем»          | Усього за «Фулгем»          | 9         | 0         |                    | 4                  | 0                  |                      | -                    | -                    |               | 3             | 0             | 16     | 0      |
| Усього за кар'єру           | Усього за кар'єру           | Усього за кар'єру           | 108       | 1         |                    | 9                  | 0                  |                      | 16                   | 2                    |               | 4             | 0             | 137    | 3      |